# Liste der Kulturdenkmäler in Wölf
Die folgende Liste enthält die in der Denkmaltopographie ausgewiesenen Kulturdenkmäler auf dem Gebiet des Ortsteils Wölf der Gemeinde Eiterfeld, Landkreis Fulda, Hessen.
Hinweis: Die Reihenfolge der Denkmäler in dieser Liste orientiert sich an der Anschrift, alternativ ist sie auch nach der Bezeichnung, der vom Landesamt für Denkmalpflege vergebenen Nummer oder der Bauzeit sortierbar.
Kulturdenkmäler werden fortlaufend im Denkmalverzeichnis des Landes Hessen durch das Landesamt für Denkmalpflege Hessen auf Basis des Hessischen Denkmalschutzgesetzes (HDSchG) geführt. Die Schutzwürdigkeit eines Kulturdenkmals hängt nicht von der Eintragung in das Denkmalverzeichnis des Landes Hessen oder der Veröffentlichung in der Denkmaltopographie ab.

Das Vorhandensein oder Fehlen eines Objekts in dieser Liste ist keine rechtsverbindliche Auskunft darüber, ob es Kulturdenkmal ist oder nicht: Diese Liste entspricht möglicherweise nicht dem aktuellen Stand der offiziellen Denkmaltopographie. Diese ist für Hessen in den entsprechenden Bänden der Denkmaltopographie Bundesrepublik Deutschland und im Internet unter DenkXweb – Kulturdenkmäler in Hessen einsehbar. Auch diese Quellen sind, obwohl sie durch das Landesamt für Denkmalpflege Hessen aktualisiert werden, nicht immer aktuell, da es im Denkmalbestand immer wieder Änderungen gibt.
Eine verbindliche Auskunft erteilt allein das Landesamt für Denkmalpflege Hessen.
Nutze diese Kartenansicht, um Koordinaten in der Liste zu setzen. In dieser Kartenansicht sind Kulturdenkmale ohne Koordinaten mit einem roten bzw. orangen Marker dargestellt und können in der Karte gesetzt werden. Kulturdenkmale ohne Bild sind mit einem blauen bzw. roten Marker gekennzeichnet, Kulturdenkmale mit Bild mit einem grünen bzw. orangen Marker.
| Bild            | Bezeichnung                | Lage                                                         | Beschreibung | Bauzeit                                               | Objekt-Nr. |
| --------------- | -------------------------- | ------------------------------------------------------------ | --- | ----------------------------------------------------- | ---------- |
| Bild gesucht BW | Bildstock                  | Bäckergasse LageFlur: 6, Flurstück: 159/14                   | | 1864, bezeichnet                                      | 37542 DDB  |
| Bild gesucht BW | Fluraltar                  | Fürstenecker Weg LageFlur: 5, Flurstück: 28/40               | |                                                       | 37540 DDB  |
| Bild gesucht BW | Bildstock                  | Hochstraße LageFlur: 7, Flurstück: 64/2                      | | 1868, bezeichnet                                      | 37550 DDB  |
| Bild gesucht BW | Fachwerkhaus, Torscheune   | Hochstraße 4 LageFlur: 6, Flurstück: 145/1                   | | Nach 1850                                             | 37541 DDB  |
| Bild gesucht BW | Bildstock                  | Ringbergstraße LageFlur: 6, Flurstück: 44/1                  | | 1904, bezeichnet                                      | 37543 DDB  |
| Bild gesucht BW | Ehemaliger Opferstock      | St.-Paulus-Straße LageFlur: 6, Flurstück: 123/11             | | 1621, bezeichnet                                      | 37544 DDB  |
| Bild gesucht BW | Bildsäule des Hl. Antonius | St.-Paulus-Straße LageFlur: 6, Flurstück: 123/11             | | 1909, bezeichnet                                      | 37545 DDB  |
| Bild gesucht BW | Fachwerkhaus               | St.-Paulus-Straße 2 LageFlur: 6, Flurstück: 154/2            | | Nach 1750 vermutet, mit Wirtschaftsgebäuden erweitert | 37546 DDB  |
| Bild gesucht BW | Fachwerkhaus               | St.-Paulus-Straße 6 LageFlur: 6, Flurstück: 149/2            | | Um 1800, Erweiterung nach 1850                        | 37547 DDB  |
| Bild gesucht BW | Fachwerkhaus               | St.-Paulus-Straße 9 LageFlur: 6, Flurstück: 103/1            | | Vor 1850 vermutet                                     | 37554 DDB  |
| Bild gesucht BW | Hochkreuz                  | St.-Paulus-Straße 12 LageFlur: 6, Flurstück: 118/1           | Steinkruzifix | 1842, bezeichnet                                      | 37549 DDB  |
| Bild gesucht BW | Katholische Kirche         | St.-Paulus-Straße 10/12 LageFlur: 6, Flurstück: 118/1, 120/4 | Wuchtiger Rechteckbau mit eingestelltem rundem Glockenturm nach Plänen des Architekten Ludwig Ehrlich, Hünfeld errichtet | 1950/52                                               | 37548 DDB  |